# Brian McFadden
Brian Nicholas McFadden (sinh ngày 12 tháng 4 năm 1980) là một ca sĩ người Ireland. Sự nghiệp và danh tiếng của anh gắn liền cùng sự thành công của ban nhạc người Ireland Westlife, cho đến khi anh rời nhóm để phát triển sự nghiệp solo. Anh từng kết hôn cùng thành viên cũ của ban nhạc Atomic Kitten, Kerry Katona, và hiện nay là nữ ca sĩ người Úc Delta Goodrem. Brian đạt được thành công đáng kể ở Úc chỉ kể từ sau mối quan hệ của anh với Delta Goodrem. Brian là anh trai của Susan McFadden.

## Thời niên thiếu
Cùng em gái của mình, Brian theo học trường Billie Barry Stage ở Dublin và biểu diễn với tư cách một diễn viên trong nhiều rạp hát quan trọng ở Ireland. Anh cũng đã có vai trong chương trình truyền hình Ireland Finbar's Class, vở hài kịch xoay quanh một nhóm học sinh. Năm 1998 anh lập một ban nhạc pop và R&B có tên Lapdance, đã từng biểu diễn trực tiếp tại các quán rượu ở Dublin.

## Sự nghiệp âm nhạc

### 1998–2004: Westlife
Westlife là ban nhạc pop người Ireland, thành lập vào tháng 7 năm 1998. Ban nhạc đặc biệt nổi tiếng ở Ireland, Liên hiệp Vương quốc Anh và Bắc Ireland, Úc và nhiều nước châu Âu, châu Á, Mỹ Latin và châu Phi. Anh chính thức rời nhóm sau khi album Turnaround của nhóm được phát hành. Cùng Westlife, McFadden đã bán được trên 30 triệu album, 7 triệu đĩa đơn trên toàn thế giới, với 12 đĩa đơn #1 ở Anh.
Tiền thân của Westlife là một ban nhạc có tên IOYOU. Kian Egan, Mark Feehily và Shane Filan cùng các người bạn khác ở Sligon là Derrick Lacey, Graham Keighron và Michael Garrett là 6 thành viên của ban nhạc pop IOYOU. Nhóm đã từng phát hành một đĩa đơn có tên "Together Girl Forever". Louis Walsh, quản lý của ban nhạc Boyzone lúc đó đã được mẹ của Shane liên hệ để xem xét hợp tác với một hãng đĩa. Tuy nhiên, IOYOU không được Simon Cowell chấp nhận cho một hợp đồng thu âm với hãng đĩa BMG, và một số thay đổi là điều cần thiết. 3 thành viên của IOYOU đã rời khỏi nhóm, thay vào đó là Nicky Byrne và Brian McFadden khi họ chiến thắng cuộc thử giọng. Ban nhạc mới được thành lập ngày 3 tháng 7 năm 1998, đổi tên thành Westside, nhưng sau đó lại phải đổi tên một lần nữa thành Westlife do trùng tên với nhiều ban nhạc khác trước đó. Họ cũng đã thay đổi cách phát âm tên của Brian thành 'Bryan'. Ca sĩ Ronan Keating của Boyzone sau đó cũng được mua làm đồng quản lý của nhóm cùng với Walsh.
Ngày 9 tháng 3 năm 2004, chỉ 3 tuần sau trước khi họ định tổ chức chuyến lưu diễn thế giới, Brian McFadden đã tuyên bố rời nhóm để dành nhiều thời gian hơn cho gia đình và làm việc cho sự nghiệp. Ngày đó, một cuộc họp báo đã tổ chức, tất cả các thành viên của nhóm đã có mặt và gởi những lời phát biểu xúc động đến toàn thể mọi người.
Một số bài hát của Westlife đã được đồng sáng tác bởi McFadden như:
- "Fragile Heart"
- "Bop Bop Baby",
- "I Wanna Grow Old With You"
- "Love Crime"

McFadden góp mặt trong những album sau của Westlife:
- Westlife
- Coast to Coast
- World Of Our Own
- Unbreakable - The Greatest Hits Vol. 1
- Turnaround

Lần biểu diễn cuối cùng của McFadden với tư cách là thành viên của Westlife là tại ngày 27 tháng 2 năm 2004. Trước khi khởi động cho sự nghiệp solo, anh đồng viết ca khúc "If My World Stopped Turning" cho Chris Doran trong Eurovision Song Contest 2004.

### 2004–2006: Bắt đầu sự nhiệp hát đơn vàIrish Son
Tháng 7 năm 2004 McFadden đã ký hợp đồng thu âm với công ty Sony BMG. Tháng 9, anh phát hành đĩa đơn đầu tay "Real to Me", đã đi thẳng đến vị trí #1 trên UK Singles Chart. Album đầu tiên Irish Son đã xếp hạng trên Top 40 của UK Albums Chart. Phần lớn ca khúc được đồng viết với Guy Chambers. Đĩa đơn thứ hai, "Irish Son", phát hành tháng 11 năm 2004 đạt vị trí #6 ở Anh.
Đĩa đơn thứ ba, "Almost Here", hát cùng nữ ca sĩ Úc Delta Goodrem, đạt #3 trên bảng xếp hạng Anh và #1 ở Úc năm 2005. McFadden và Goodrem đã cộng tác trong vài bài hát và chúng đã xuất hiện trong album Delta của Goodrem. Đĩa đơn thứ tư và cuối cùng từ Irish Son, "Demons" đạt vị trí #28 ở Anh. Sự nghiệp của McFadden bị chững lại từ đây do sự phản ứng dữ dội từ dư luận về cuộc sống riêng tư của anh.

### 2007–2010: Thay hãng đĩa,Set in StonevàWall of Soundz
McFadden tiếp tục viết bài hát cho cho một số nghệ sĩ như Il Divo và Girls Aloud, cũng như đồng viết ca khúc nhạc nền "Together We Are One" cho 2006 Commonwealth Games. Năm đó, McFadden hát đôi cùng ca sĩ người Mỹ LeAnn Rimes trong ca khúc có tên "Everybody's Someone" đã có mặt trong Whatever We Wanna của cô. Ngày 22 tháng 3 năm 2007, McFadden bị hãng đĩa Sony BMG bỏ rơi. McFadden sau đó phát biểu rằng họ chỉ làm theo lời anh vì anh muốn có sự sáng tạo trong âm nhạc của mình.
Năm 2007, McFadden thành lập hãng thu âm của riêng mình dưới tên BMF BMF Records Ireland mà anh sẽ sử dụng cho tất cả các phát hành tương lai. McFadden thông báo album thứ hai, Set in Stone, sẽ được phát hành ở Úc và New Zealand ngày 19 tháng 4 năm 2008. Đĩa đơn đầu tiên từ album là "Like Only A Woman Can" và sau đó album đạt đến #5 ở Úc trong suốt tuần đầu phát hành. Đĩa đơn thứ hai, "Twisted", đạt đến #29 trên bảng xếp hạng ARIA nhưng sau đó đã trở thành hit radio. Đĩa đơn thứ ba, "Everything But You", đã phát hành số tháng 11 năm 2008, nhưng đã không lọt được vào các bảng xếp hạng. Album đã được phát hành ở Anh, châu Âu và châu Á.
Mùa hè năm 2009, McFadden thông báo một dự án mới với nhạc sĩ Robert Conley. McFadden và Conley phát hành các demo cho 4 ca khúc trên kênh YouTube là "Do You Like Me?", "Take A Bite", "Just Say So" và "Kickin' Around The Love". Năm 2010 Conley và McFadden quyết định phát hành ca khúc chỉ cho album của Brian thay vì cho hai người. Wall of Soundz là tiêu đề của album. Nó được phát hành ngày 23 tháng 4 năm 2010 ở Úc. Nó đạt vị trí #27.
Đĩa đơn đầu tiên từ album có tựa đề "Just Say So", hợp tác cùng Kevin Rudolf và đã phát hành trên sóng radio Úc ngày 8 tháng 3 năm 2010 và trên iTunes ngày 9 tháng 4. Ca khúc nhanh chóng trở thành đĩa đơn #1 trên bảng xếp hạng iTunes Úc về số lượt download, đây là thành tích rất lớn của McFadden. Sau đó "Just Say So" đã có mặt ở vị trí quán quân trên ARIA Singles Chart.

## Danh sách video
Truyền hình
- Australia's Got Talent (2010–2012) – Giám khảo
- Football Superstar (2008) – Dẫn chương trình
- Summer Breakfast Show (2008) – Đồng dẫn chương trình
- Australian Idol (2009) – Giám khảo khách mời
- Stepping Out (2013) – Thí sinh
- Stand By Your Man (2014) – Đồng dẫn chương trình
- Who's Doing the Dishes? (2014–2016) – Dẫn chương trình
- Get Your Act Together (2015) – Thí sinh
- The Jump (2016) – Thí sinh
- Dancing on Ice (2019) – Thí sinh

Xuất hiện với tư cách khách mời
- The Chase: Celebrity Special[1] (27 tháng 9, 2014) – Thí sinh
- Catchphrase: Celebrity Couples Special (5 tháng 12, 2015) – Thí sinh
- The Chase: Text Santa Special (18 tháng 12, 2015) – Thí sinh

## Đời tư
Trong khoảng thời gian 1998 đến 1999, Brian hẹn hò với nữ ca sĩ - thành viên nhóm Aqua Lene Nystrøm Rasted. Sau khi chia tay, anh nhanh chóng hẹn hò với thành viên của S Club 7, Hannah Spearritt. McFadden đã cưới cựu thành viên của Atomic Kitten, Kerry Katona ngày 5 tháng 1 năm 2002 ở Rathfoe, County Dublin. Họ đã có hai con gái là Molly Marie McFadden (sinh ngày 31 tháng 8 năm 2001 và Lilly-Sue McFadden (sinh ngày 3 tháng 2 năm 2003), đều được sinh ra ở bệnh viện Mount Carmel, Dublin. Katona và McFadden đã tuyên bố li hôn tháng 9 năm 2004 và họ chính thức li dị vào tháng 12 năm 2006.
Hiện nay McFadden đã đính hôn với nữ ca sĩ – diễn viên người Úc Delta Goodrem, người đã hát đôi cùng anh trong ca khúc "Almost Here". Sau khi chia tay Katona, McFadden nói rằng Goodrem đã giúp anh vượt qua vết thương. Chuyện tình của hai người đã từng bị báo giới lên án, họ cho rằng hai người đã bắt đầu mối quan hệ trước khi McFadden chia tay Katona. Tuy nhiên cả McFadden và Goodrem đều phủ nhận điều này và khẳng định Goodrem bắt đầu hẹn hò với McFadden năm 2004 sau khi anh chia tay với Katona, và Goodrem chuyển từ Úc tới Anh để sống với McFadden. Bộ đôi tiếp tục đối mặt với báo giới tháng 5 năm 2006 khi một tờ báo đăng tin mẹ của Goodrem's khuyên cô chấm dứt với McFadden. Ngày 29 tháng 11 năm 2007, McFadden tuyên bố việc đính hôn với Goodrem. Brian và Delta đã chia tay vào tháng 5 năm 2011.

## Danh sách đĩa nhạc solo

### Album
| Năm  | Tên            | Vị trí xếp hạng | Vị trí xếp hạng | Vị trí xếp hạng | Hãng đĩa       |
| Năm  | Tên            | UK              | IRE             | AUS             | Hãng đĩa       |
| ---- | -------------- | --------------- | --------------- | --------------- | -------------- |
| 2004 | Irish Son      | 24              | 6               | –               | Sony BMG       |
| 2008 | Set in Stone   | –               | –               | 5               | Island Records |
| 2010 | Wall of Soundz | –               | –               | 27              |                |

### Đĩa đơn
| Năm  | Tên                                      | Vị trí xếp hạng | Vị trí xếp hạng | Vị trí xếp hạng | Vị trí xếp hạng | Vị trí xếp hạng | Album             |
| Năm  | Tên                                      | UK              | IRE             | AUS             | NZ              | VINA            | Album             |
| ---- | ---------------------------------------- | --------------- | --------------- | --------------- | --------------- | --------------- | ----------------- |
| 2004 | "Real to Me"                             | 1               | 1               | 54              | 16              | –               | Irish Son         |
| 2004 | "Irish Son"                              | 6               | 2               | –               | 33              | –               | Irish Son         |
| 2005 | "Almost Here" (cùng Delta Goodrem)       | 3               | 1               | 1               | 2               | 100             | Irish Son         |
| 2005 | "Demons"                                 | 28              | 24              | –               | –               | –               | Irish Son         |
| 2006 | "Everybody's Someone" (cùng LeAnn Rimes) | 48              | 27              | –               | –               | –               | Whatever We Wanna |
| 2007 | "Like Only A Woman Can"                  | –               | 1               | 13              | 39              | 2               | Set in Stone      |
| 2008 | "Twisted"                                | –               | –               | 29              | –               | 15              | Set in Stone      |
| 2008 | "Everything But You"                     | –               | –               | 99              | –               | 4               | Set in Stone      |
| 2010 | "Just Say So" (hợp tác với Kevin Rudolf) | –               | –               | 1               | –               | –               | Wall of Soundz    |